# Берндт, Уэйн Фрэнсис
Уэйн Фрэнсис Берндт (англ. Wayne Francis Berndt OFMCap; 28 сентября 1952 года, Фитчберг, штат Массачусетс, США) — католический прелат, третий епископ Нахи с 9 декабря 2017 года. Член монашеского ордена капуцинов.

## Биография
Родился в 1954 году в городе Фитчбург, штат Массачусетс. 16 августа 1976 года вступил в монашеский орден капуцинов. 28 июня 1980 года принёс вечные монашеские обеты.
В 1981 году приехал в Японию, где изучал японский язык до 1983 года. 21 мая 1983 года рукоположён в священники в Йонкерсе, США. Служил викарием в приходе Мияко епархии Нахи (1983—1984), викарием в приходах Коза, Футемна и Авасе епархии Нахи (1984—1986), настоятелем прихода Футемна епархии Нахи (1986—1997). В 1986—1998 годах преподавал в католическом университете Рюкюс епархии Нахи. В последующие годы — министр кустодии капуцинов (1994—2000), настоятель прихода Кумагая епархии Сайтамы (2000—2002), директор Центра мигрантов «Open House» (2001—2005), настоятель прихода Хигаши Мацуяма епархии Сайтамы (2002—2005), настоятель прихода Омия и директор Центра мигрантов (2005—2010), настоятель прихода Ороку епархии Нахи (2010—2014). С 2014 года — настоятель прихода Ёнабуру епархии Нахи.
9 декабря 2017 года римский папа Франциск назначил его епископом Нахи. 12 февраля 2018 года состоялось его рукоположение в епископы, которое совершил архиархиепископ Нагасаки Иосиф Мицуаки Таками в сослужении с епископом Нахи Берардом Тосио Осикавой и архиепископом Токио Тарцизием Исао Кикути.